# Municipio de Marshall (Minnesota)
El municipio de Marshall (en inglés: Marshall Township) es un municipio ubicado en el condado de Mower en el estado estadounidense de Minnesota. En el año 2010 tenía una población de 361 habitantes y una densidad poblacional de 4,02 personas por km².

## Geografía
El municipio de Marshall se encuentra ubicado en las coordenadas 43°37′45″N 92°45′2″O / 43.62917, -92.75056. Según la Oficina del Censo de los Estados Unidos, el municipio tiene una superficie total de 89.79 km², de la cual 89,79 km² corresponden a tierra firme y (0 %) 0 km² es agua.

## Demografía
Según el censo de 2010, había 361 personas residiendo en el municipio de Marshall. La densidad de población era de 4,02 hab./km². De los 361 habitantes, el municipio de Marshall estaba compuesto por el 98,61 % blancos, el 0,28 % eran asiáticos, el 0,83 % eran de otras razas y el 0,28 % eran de una mezcla de razas. Del total de la población el 1,11 % eran hispanos o latinos de cualquier raza.